# 路易丝·阿尔布尔中学
路易丝·阿尔布尔中学（英文：Louise Arbour Secondary School）是一所位于安大略省布兰普顿的高中。直属于皮尔区教育局，是皮尔区教育局下属的32个高中之一。服务于布兰普顿市的斯普林戴尔社区。成立于2010年，现有学生1334人，其中九年级404人，十年级407人，十一年级297人，十二年级266人。生源主要来自檀香木高中以北，梅菲尔德高中以南的地区，是布兰普顿市唯一一所接收国际留学生的高中。路易丝·阿尔布尔中学以前任加拿大最高法院法官，前联合国人权理事会高级专员路易丝·阿尔布尔女士命名，以表彰她在提升世界人权环境方面做出的卓越贡献。

## 资料来源
1. ↑  .   [2012-01-07]. （原始内容存档于2012-07-10）.
2. ↑  .   [2012-01-07]. （原始内容存档于2011-08-14）.